# Arc de Titus
L'Arc de Titus és un arc de triomf, situat en el punt més elevat de la Via Sacra, just al sud-oest del Fòrum a Roma. Va ser construït poc després de la mort de l'emperador Tit (nascut en l'any 41 dC i emperador entre els anys 79 i 81 dC).
L'Arc de Titus, segons la inscripció commemorativa de l'àtic, fou construït per l'emperador Domicià després del 81 dC en honor de Titus, germà seu i predecessor deïficat.
L'obra recorda la repressió de l'alçament jueu a Palestina i l'ocupació de Jerusalem sota el regnat de Titus i de son pare Vespasià (71 dC).
L'arc es recolza sobre un pòdium sobre el que es troba el cos, format per una volta de canó assentada sobre dos pilars decorats amb dos parells de columnes adossades de capitell compost i finestres cegues. Sobre el cos es troba l'àtic, amb una inscripció al·lusiva a Titus. A diferència d'altres arcs de triomf com l'Arc de Constantí, els relleus es concentren en els carcanyols on apareixen les Victòries que es dirigeixen a la clau que destaca sobre la resta de l'entaulament, que està format per un arquitrau a tres bandes, un fris que representa la desfilada triomfal de les legions romanes a Jerusalem i una cornisa que suporta l'àtic. L'intradós està decorat amb casetons i als dos costats hi ha representacions de l'entrada de Titus a Jerusalem, amb els soldats que porten les peces del botí, entre elles la Menorah, (el canelobre de set braços) i les trompetes de plata del Temple de Jerusalem.
El seu bon estat de conservació segurament es deu al fet que fou traslladat a la fortificació medieval de la família Frangipani. Quan el restaurador Valadier va emprendre en 1822 la reconstrucció de la seua forma clàssica, per encàrrec del Papa Pius VII, primer va haver de desmuntar tot l'arc i reconstruir-lo substituint el material que faltava amb pedra calcària de travertí.

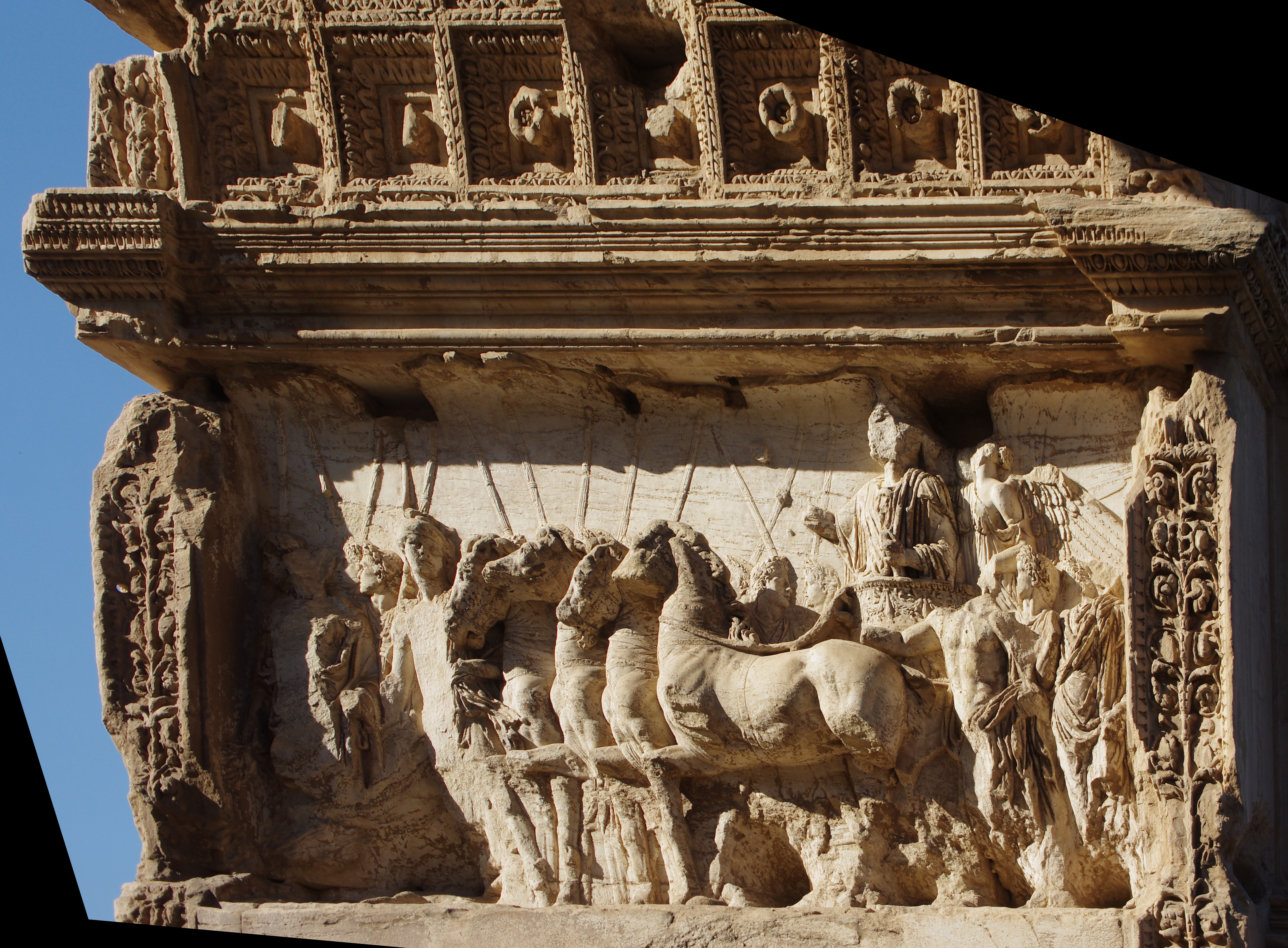
Arc de Titus

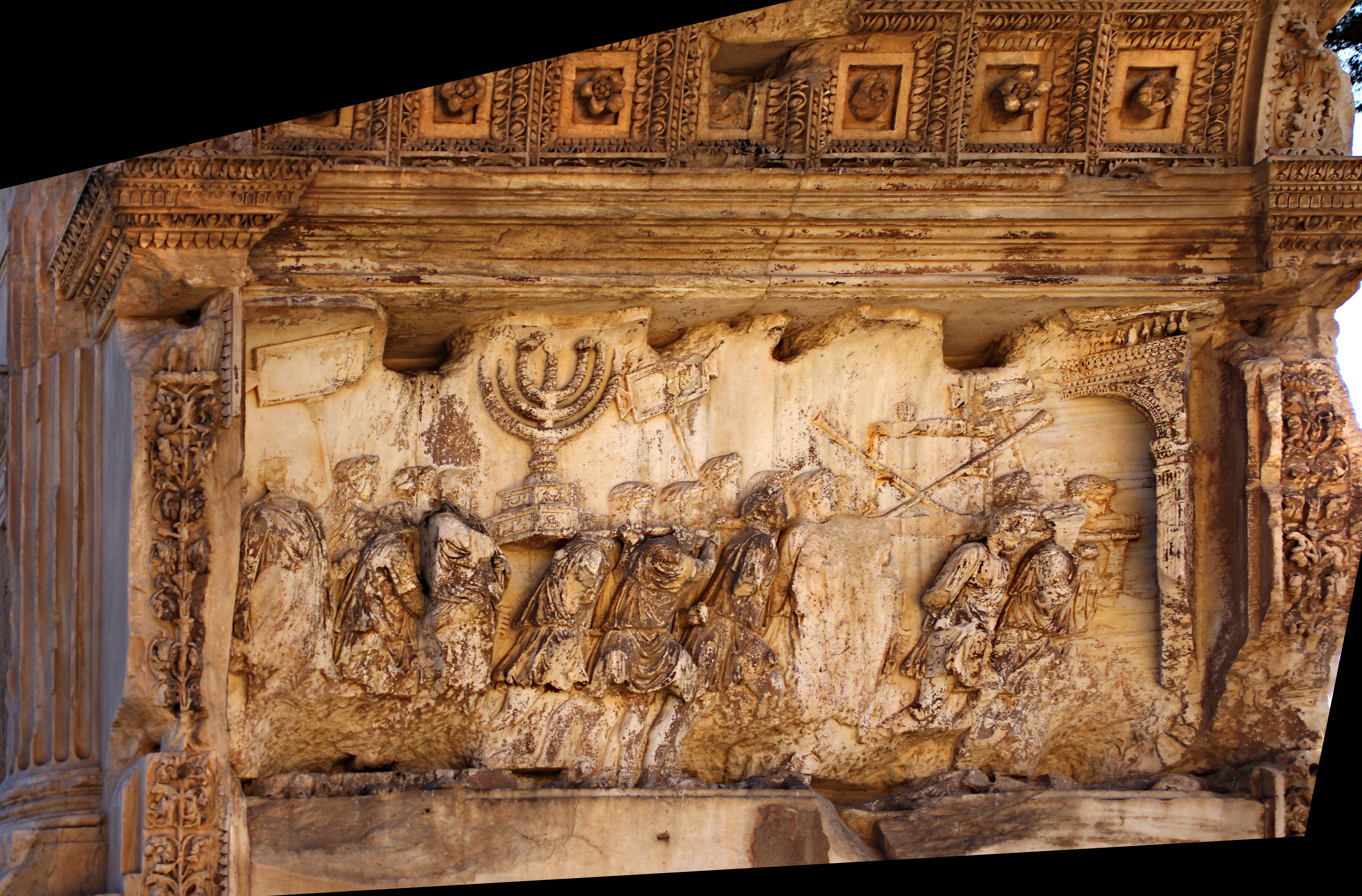
Arc de Titus